# Rockstar Toronto
Rockstar Toronto (antes conocida como Rockstar Canada) es una empresa desarrolladora de videojuegos para Rockstar Games y Take-Two Interactive, ubicada en Oakville, Ontario, Canadá. La empresa fue renombrada a Rockstar Toronto en 2002 luego de que Rockstar Games comprara Barking Dog Studios y la renombrara a Rockstar Vancouver.
Desde el lanzamiento de la consola Wii, Rockstar Toronto ha asumido la responsabilidad de portar juegos a ésta plataforma.
.

## Videojuegos
- Grand Theft Auto: London, 1969 - 1999 (junto a Rockstar North)
- Oni (PlayStation 2) - 2001 (junto a Bungie Studios)
- Max Payne (PlayStation 2) - 2001 (junto a Remedy Entertainment, Rockstar Vienna y Rockstar Leeds)
- The Warriors (PS2,Xbox & PSP) - 2005 (junto a Rockstar Leeds)
- Manhunt 2 (Wii) - 2007 (junto a Rockstar London y Rockstar Leeds)
- Bully: Scholarship Edition (Wii) - 2008 (junto a Rockstar Vancouver y Rockstar New England)
- Grand Theft Auto IV (PC) - 2008 (junto a Rockstar New England & Rockstar North)
- Grand Theft Auto IV: The Lost and Damned (PC) - 2010 (junto a Rockstar North)
- Grand Theft Auto: The Ballad of Gay Tony (PC) - 2010 (junto a Rockstar North)
- Max Payne 3 (PC￼)  - 2012 (junto a Rockstar Vancouver & Rockstar Studios)
- Grand Theft Auto V (PC) - 2013 (junto a Rockstar North & Rockstar Studios) ￼
- Red Dead Redemption 2 (PS4 & XboxOne) - 2018 (junto a Rockstar Studios)